# Hybomitra bouvieri
Hybomitra bouvieri är en tvåvingeart som beskrevs av Philip 1979. Hybomitra bouvieri ingår i släktet Hybomitra och familjen bromsar.
Artens utbredningsområde är Myanmar. Inga underarter finns listade i Catalogue of Life.